# Cão de trenó

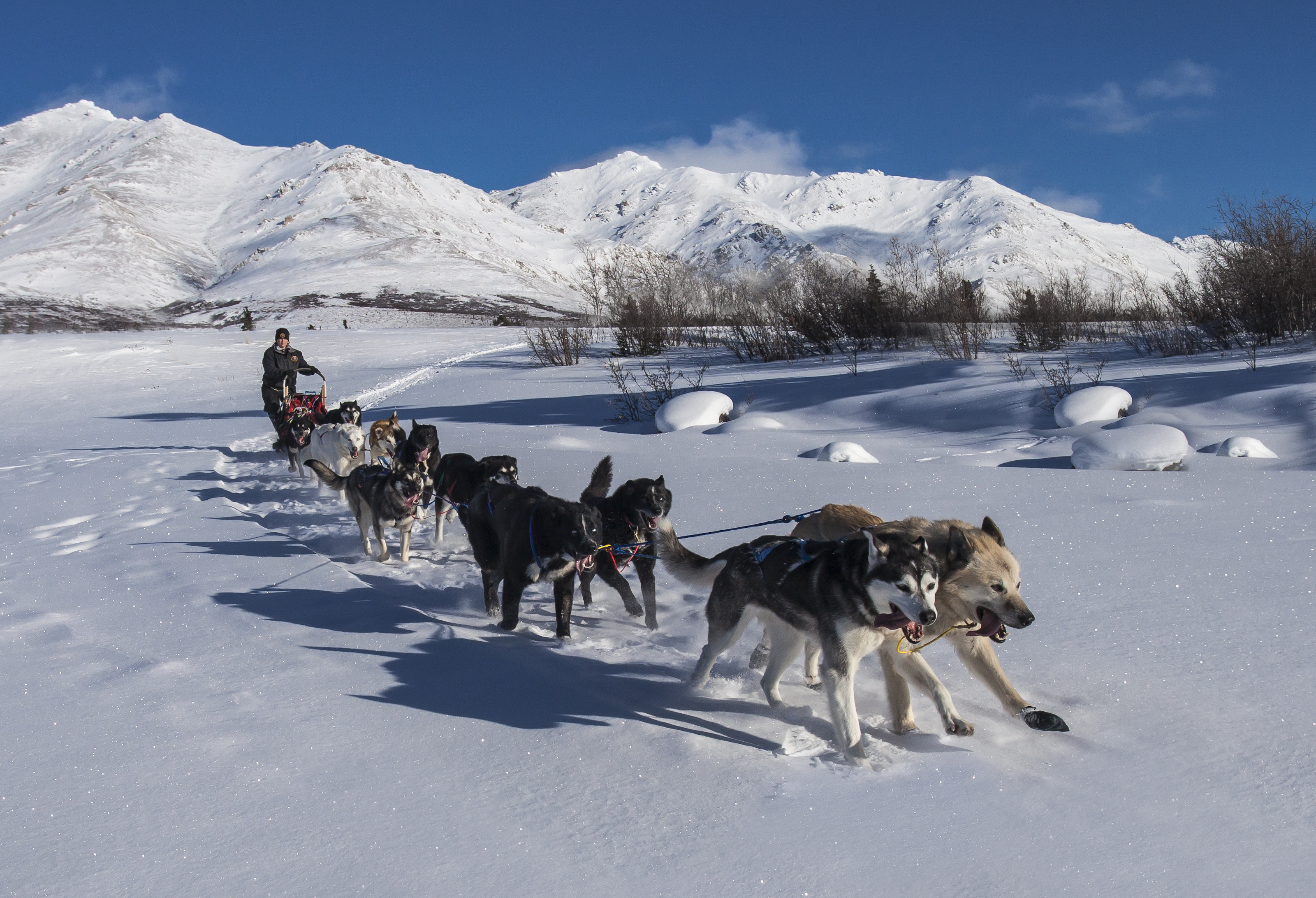
Uma equipe de cães de trenó com 12 cães no Denali National Park and Preserve

Cães de trenó são cães selecionados e treinados para tração de trenós na neve. Foram importantes para o transporte em áreas árticas, transportando suprimentos para áreas inacessíveis por outros métodos de transporte. Eles foram usados com sucesso variável nas explorações de ambos os pólos, bem como durante a corrida do ouro do Alasca. Equipes de cães de trenó entregavam correspondência para comunidades rurais no Alasca e no norte do Canadá. Cães de trenó hoje ainda são usados por algumas comunidades rurais, especialmente em áreas do Alasca, Canadá e toda a Groenlândia.  Eles são usados para fins recreativos e eventos de corrida, como a Trilha Iditarod e a Yukon Quest.
Historicamente, vêem sendo usados na Eurasia, América do Norte e Ártico.

## Raças de cães de trenó

#### Husky do Alasca

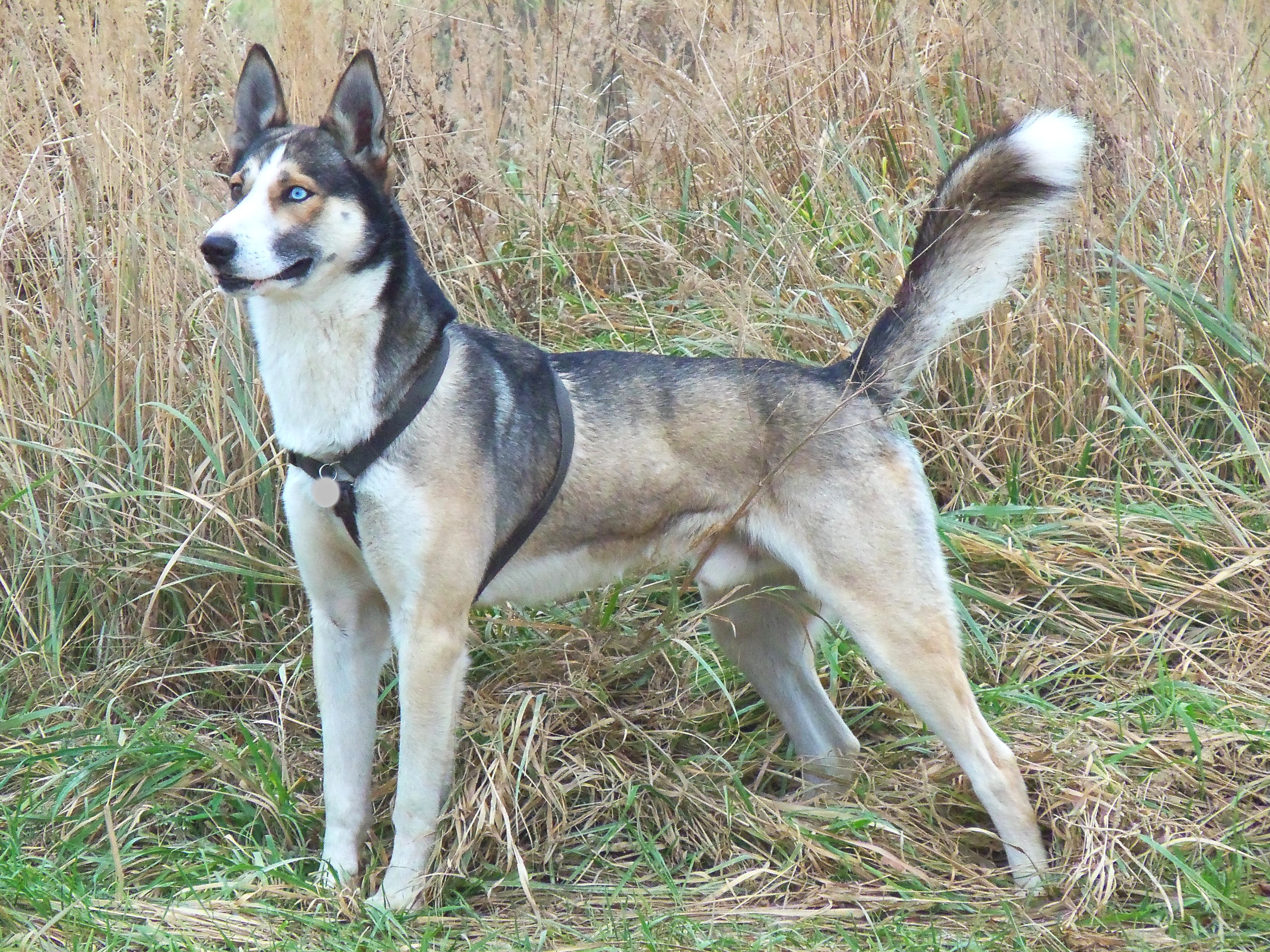
Um Husky do Alasca

O cão mais comumente usado em corridas de trenós puxados por cães, o Husky do Alasca é um híbrido criado especificamente pelo seu desempenho como um cão de trenó. Eles surgiram pela primeira vez no final do século XIX. Ocasionalmente, os huskies do Alasca são referidos como cães índios, porque os melhores supostamente vêm de aldeias indígenas nos interiores do Alasca e do Canadá. Eles pesam entre 18 e 34 kg.  Os huskies do Alasca têm pouca semelhança com as típicas raças de husky de que se originaram, ou entre si.

#### Malamute do Alasca

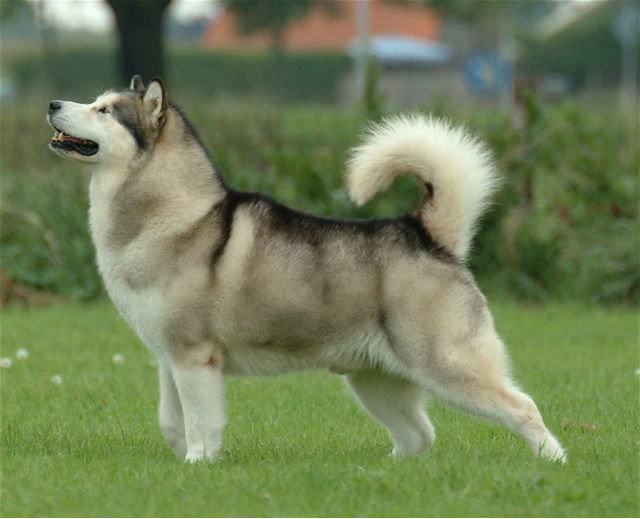
Um malamute do Alasca

Os malamutes-do-alasca são grandes e fortes do tipo de carga. Eles pesam entre 36 e 54kg e tem faces redondas com feições suaves.  Cães de carga são uma classe de cães que inclui cães de pedigree e cães sem pedigree. Acredita-se que os malamutes sejam uma das primeiras raças domesticadas de cães, originários da região de Kotzebue Sound, no Alasca.  Estes cães são conhecidos por seus peitos largos, pelagem grossa e pés duros. A velocidade tem pouco ou nenhum valor para esses cães - em vez disso, a ênfase está na força de tração.  Eles são usados em expedições e longas viagens de aventura e para transportar cargas pesadas. Os malamutes eram o cão de escolha para o transporte e o trabalho de mensageiros na Segunda Guerra Mundial .

#### Cão-da-gronelândia

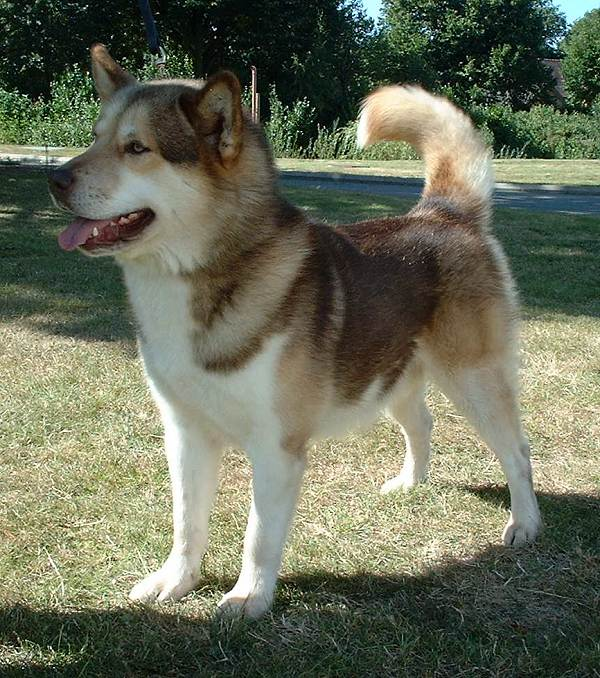
Um cão da Gronelândia.

Cães esquimós que se originaram na Groenlândia, os cães-da-groenlândia são cães pesados com alta resistência, mas pouca velocidade. Eles são freqüentemente usados por pessoas que oferecem aventuras de trenós de cães e longas expedições. Há mais de 30 mil cães da Groenlândia vivendo na Groenlândia. No inverno, eles são o principal meio de transporte. A maioria dos caçadores da Groenlândia prefere equipes de trenós puxados por cachorros em vez de motos de neve, já que as equipes de trenós puxados por cachorros são mais confiáveis.

#### Husky siberiano

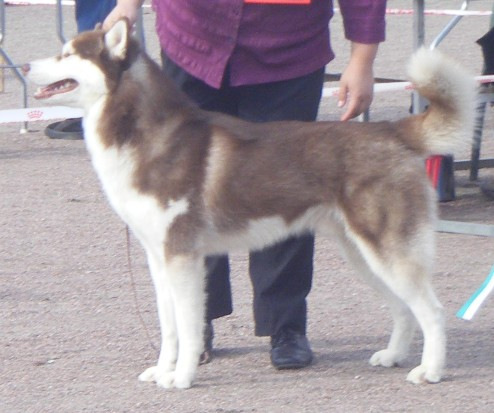
Um Husky siberiano

Menor do que o Malamute de aparência semelhante, o husky siberiano puxa mais, peso por peso, do que um malamute, mas não consegue puxar pela mesma distância.  Eles pesam entre 18 e 27 kg, e foram seletivamente criados para exposições caninas e capacidade de tração.

## Cães de trenó famosos

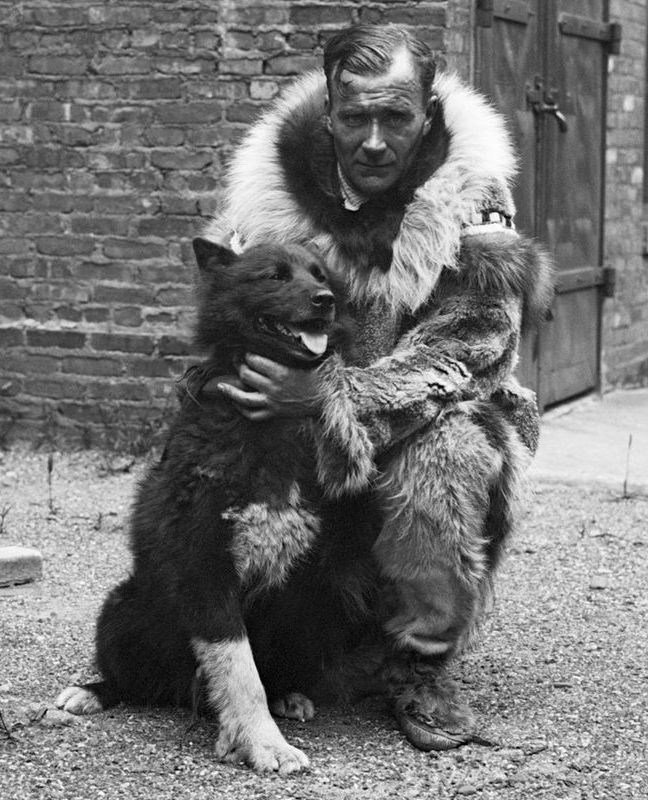
Gunnar Kaasen com Balto.

### Togo
Togo foi o cão de trenó líder de Leonhard Seppala e sua equipe de trenós puxados por cachorros na corrida de soro de 1925 para Nome em todo o centro e norte do Alasca.

### Balto
Balto era o cão líder da equipe de cães de trenó que carregava o soro da difteria na última parte do revezamento da viagem para Nome durante a epidemia de difteria de 1925. Ele foi conduzido por Gunnar Kaasen, que trabalhou para Leonhard Seppala. Seppala também havia criado Balto.